# Blaster (комп'ютерний хробак)

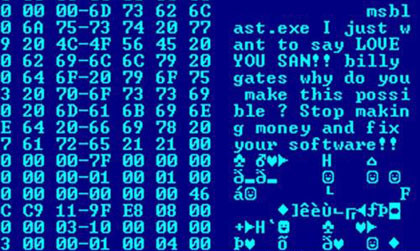
Hex dump вірусу Blaster, що показує повідомлення для засновника Microsoft Білла Гейтса від розробника вірусу

Blaster, також відомий як Lovsan, Lovesan або MSBlast — комп'ютерний хробак, що поширювався на комп'ютерах, які працювали на операційних системах Windows 2000 і Windows XP. Епідемія цього хробака спостерігалася в серпні 2003 року.

## Передісторія хробака
Історія хробака Blaster починається з того моменту, коли колектив розробників Xfocus знайшов уразливість в операційних системах Windows, пов'язану з переповненням буфера. Ця вразливість послужила приводом до створення безлічі шкідливих програм, з яких найбільш відомим став хробак Blaster.
Перша хвиля зараження цим хробаком пройшлася 11 серпня по комп'ютерним мережам США. На відміну від інших хробаків зараження Blaster проходило не при контакті із зараженим файлом, а випадковим чином. Потрапляючи в комп'ютер, вірус починав генерувати випадкові IP-адреси, і, згенерувавши адресу, шукав уразливості в системі жертви, а знайшовши — заражав комп'ютер. Далі цикл повторювався.
Від такого способу поширення шкідливої програми постраждало безліч комп'ютерів. За звітами з Лабораторії Касперського — по всьому світу було заражено близько 300 тисяч комп'ютерів, з яких 30 000 в Росії. Для користувача даний хробак був порівняно безпечний, якщо не вважати побічного ефекту у вигляді регулярного перезавантаження комп'ютера. Метою цього хробака була атака на сервери Microsoft 16 серпня 2003 року опівночі. Однак Microsoft тимчасово закрила свої сервери, що дозволило скоротити збитки від вірусу до мінімуму.
Blaster в своєму коді містив приховане послання, адресоване Біллу Гейтсу: «Біллі Гейтс, навіщо ви робите це можливим? Годі робити гроші, виправте ваше програмне забезпечення!»

## Суд над творцем хробака
За звинуваченням у створенні Blaster був заарештований американський школяр Джеффрі Лі Парсон. Однак він заявив, що не робив даний вірус, а лише вніс невеликі зміни в нього. Як він сказав з цього приводу: «Я розумію, що уряду потрібно піймати когось за ці злочини. Але я не той, кого їм слід ловити». А його мати, Ріта Парсон, додала: «Мій син не такий розумний, він не геній. Кожен, хто щось розуміє в комп'ютерах, зумів би зробити те ж, що і Джефф».
У суді Джеффрі Лі Парсон визнав свою провину у створенні модифікації черв'яка і розповсюдження її в інтернеті. Суддя Марша Печман вирішила не застосовувати до нього максимального покарання. Підлітку загрожувало від 18 до 37 місяців в'язниці і штраф до декількох сотень тисяч доларів, проте суддя дійшла висновку, що злочин Парсона частково обумовлено «поганим вихованням і недостатнім наглядом».
Крім кримінального покарання, підлітку загрожував штраф 500 000 $, проте в Microsoft вирішили помилувати його і попросили замінити штраф на 225 годин громадських робіт. У підсумку остаточним вердиктом для Джеффрі Лі Парсон стало півтора року тюремного ув'язнення і 225 годин громадських робіт.
Однак спроби внести зміни в код вірусу на цьому не закінчилися. У 2004 році двадцятичотирирічному румунові Димитрію Чобану був винесений вирок у створенні модифікації хробака під назвою «Blaster.F». Його засудили до 15 років позбавлення волі.

## Побічний ефект хробака
У результаті своєї діяльності хробак призводить до нестабільної роботи служби RPC, в результаті чого з'являється повідомлення про помилку. Після цього повідомлення комп'ютер починав перезавантажуватися через довільні інтервали часу.